# Championnat d'Arménie de football 2008
Navigation
Saison précédente Saison suivante
La saison 2008 du Championnat d'Arménie de football était la 17e édition de la première division arménienne, la Premier-Liga. Les huit meilleurs clubs du pays sont réunis au sein d'une poule unique où ils s'affrontent quatre fois au cours de la saison, deux fois à domicile et deux fois à l'extérieur. À la fin de la saison, le dernier du classement est relégué et remplacé par la meilleure équipe de Second-Liga, la deuxième division arménienne.
Le Pyunik Erevan, tenant du titre depuis sept saisons, remporte à nouveau le championnat après avoir battu lors d'un match de barrage pour le titre l'Ararat Erevan. En effet, les deux clubs ont terminé à égalité de points en tête du classement final de la saison, avec 12 points d'avance sur le Gandzasar Kapan. Il s'agit du 11e titre de champion d'Arménie de l'histoire du Pyunik, qui réussit le doublé en battant le Banants Erevan en finale de la Coupe d'Arménie.
Finalement, en fin de saison, il n'y aura aucun club relégué car les sept premiers (sur huit) de deuxième division sont des équipes réserves de clubs de Premier-Liga, donc non autorisés à être promues.

## Les 8 clubs participants
| - Banants Erevan - Ulisses FC - Kilikia Erevan - Ararat Erevan | - Shirak FC Giumri - Mika Erevan - Pyunik Erevan - Gandzasar Kapan |

## Compétition
Le barème de points servant à établir le classement se décompose ainsi :
- Victoire : 3 points
- Match nul : 1 point
- Défaite : 0 point

### Classement
| Rang | Équipe            | Pts | J  | G  | N | P  | Bp | Bc | Diff |
| ---- | ----------------- | --- | -- | -- | - | -- | -- | -- | ---- |
| 1    | Pyunik Erevan T C | 59  | 28 | 18 | 5 | 5  | 40 | 18 | +22  |
| 2    | Ararat Erevan     | 59  | 28 | 18 | 5 | 5  | 48 | 23 | +25  |
| 3    | Gandzasar Kapan   | 47  | 28 | 13 | 8 | 7  | 39 | 27 | +12  |
| 4    | Mika Erevan       | 46  | 28 | 13 | 7 | 8  | 38 | 28 | +10  |
| 5    | Banants Erevan    | 41  | 28 | 11 | 8 | 9  | 34 | 25 | +9   |
| 6    | Ulisses FC        | 29  | 28 | 7  | 8 | 13 | 19 | 29 | -10  |
| 7    | Shirak FC Giumri  | 19  | 28 | 5  | 4 | 19 | 15 | 40 | -25  |
| 8    | Kilikia Erevan    | 11  | 28 | 2  | 5 | 21 | 21 | 64 | -43  |

|  | Participation au barrage pour le titre                                     |
|  | Qualification pour le 2e tour préliminaire de la Ligue Europa 2009-2010    |
|  | Qualification pour le 3e tour préliminaire de la Ligue Europa 2009-2010    |
|  | Relégation directe en fin de saison                                        |
|  | T Tenant du titre C Vainqueur de la Coupe d'Arménie P Promu de Second-Liga |

### Matchs
| Résultats (▼dom., ►ext.) | ARA | BAN | GAN | KIL | MIK | PYU | SHI | ULI | ARA | BAN | GAN | KIL | MIK | PYU | SHI | ULI |
| Ararat Erevan            |     | 1-0 | 0-1 | 5-0 | 2-1 | 0-0 | 2-1 | 3-1 |     | 1-0 | 2-0 | 2-2 | 4-1 | 0-1 | 2-1 | 2-0 |
| Banants Erevan           | 3-0 |     | 1-1 | 4-2 | 0-1 | 0-1 | 2-0 | 1-0 | 2-2 |     | 0-0 | 4-1 | 2-1 | 1-4 | 3-0 | 1-1 |
| Gandzasar Kapan          | 2-3 | 0-0 |     | 3-1 | 1-3 | 1-0 | 2-0 | 4-1 | 0-0 | 1-0 |     | 2-2 | 1-0 | 3-0 | 3-0 | 0-0 |
| Kilikia Erevan           | 0-1 | 1-1 | 1-2 |     | 0-3 | 0-3 | 2-1 | 0-3 | 1-5 | 0-1 | 1-2 |     | 1-5 | 0-1 | 0-1 | 1-1 |
| Mika Erevan              | 1-1 | 1-3 | 2-1 | 1-0 |     | 1-1 | 3-1 | 1-0 | 3-1 | 1-1 | 1-1 | 3-1 |     | 0-1 | 1-0 | 0-0 |
| Pyunik Erevan            | 1-0 | 2-0 | 1-1 | 2-0 | 1-1 |     | 0-2 | 1-0 | 0-1 | 1-0 | 4-1 | 3-1 | 3-0 |     | 2-1 | 3-1 |
| Shirak FC Giumri         | 0-2 | 0-2 | 2-1 | 0-2 | 0-0 | 0-1 |     | 0-0 | 1-2 | 1-1 | 0-3 | 1-0 | 0-1 | 1-2 |     | 0-0 |
| Ulisses FC               | 0-2 | 0-1 | 1-0 | 3-0 | 0-2 | 1-0 | 0-1 |     | 0-2 | 1-0 | 1-2 | 1-1 | 1-0 | 1-1 | 1-0 |     |

#### Match pour le titre
| 19 novembre 2008 | Pyunik Erevan          | 2 - 1 a.p. | Ararat Erevan | Stade Hanrapetakan, Erevan                        |                                                   |
| 18:00 GMT+4      | A.Tadevosyan 68e, 118e |            | Vinasyan 69e  | Spectateurs : 5 000 Arbitrage : Ararat Chagharyan | Spectateurs : 5 000 Arbitrage : Ararat Chagharyan |

- Le Pyunik Erevan est sacré champion d'Arménie et se qualifie du même coup pour la Ligue des champions 2009-2010. L'Ararat Erevan aurait dû se qualifier pour la prochaine Ligue Europa mais le club n'obtient pas la licence pour participer aux compétitions européennes et doit laisser sa place à son suivant au classement, le Gandzasar Kapan.

## Bilan de la saison
| Championnat d'Arménie de football 2008 |                           |
| Champion                               | Pyunik Erevan (11e titre) |
| Coupes et trophées                     |                           |
| Vainqueur de la Coupe d'Arménie 2008   | Pyunik Erevan             |
| Qualifications continentales           |                           |
| Ligue des champions 2009-2010          | Pyunik Erevan             |
| Ligue Europa 2009-2010                 | Gandzasar Kapan           |
| Ligue Europa 2009-2010                 | Mika Erevan               |
| Ligue Europa 2009-2010                 | Banants Erevan            |
| Promotions et relégations              |                           |
| Promus en Premier-Liga                 | Aucun                     |
| Relégués en Second-Liga                | Aucun                     |